# Kenneth Frease
Kenneth Eugene Frease III (* 18. Oktober 1989 in Canton, Ohio) ist ein US-amerikanischer Basketballspieler, der nach dem Studium in seinem Heimatland von 2012 an als Profi in der höchsten deutschen Spielklasse Basketball-Bundesliga fünf Jahre lang bis auf einen kurzfristigen Abstecher in der Türkei spielte. Ab 2018 spielte er in der Schweizer Nationalliga; nach wenigen Einsätzen zum Saisonende für Massagno Basket wechselte er zur folgenden Saison 2018/19 zum Ligakonkurrenten BBC Monthey.

## Karriere
Nach seiner Schulzeit an der Perry High School am Rande seiner Geburtsstadt Canton ging Frease zum Studium an die Xavier University of Cincinnati, wo er im Fach Marketing immatrikuliert war, aber insbesondere als Stipendiat für die Hochschulmannschaft Musketeers Basketball damals in der Atlantic 10 Conference (A-10) der NCAA spielte. Während Frease’ aktiver Zeit bei den Musketeers scheiterten diese dreimal als Mannschaft mit der besten Saisonbilanz in der A-10 am Einzug in das Meisterschaftsturnier-Finale; erst in seinem Senior-Jahr 2012 erreichten die Musketeers als drittbeste Mannschaft der A-10 das Turnierfinale, das jedoch gegen die Bonnies der St. Bonaventure University verloren ging. Zur landesweiten NCAA-Endrunde waren die Musketeers trotz ihrer fehlenden Finalrundenerfolge immer eingeladen, doch kam Frease mit seiner Mannschaft dreimal über die Achtelfinalrunde Sweet Sixteen nicht hinaus. So verloren die Musketeers 2012 auch im Achtelfinale den Bears der Baylor University mit fünf Punkten Unterschied. Neben den später auch in Deutschland aktiven Jamel McLean und Isaiah Philmore gehörte auch der später bei den Güssing Knights in Österreich aktive Travis Taylor zu seinen Mannschaftskameraden bei den Musketeers.
Nachdem der ebenfalls schwergewichtige  Mannschaftskamerad Jason Love, der später professionell in Belgien spielte, 2010 seine Collegezeit beendete, konnte Frease seine Spielanteile bei den Musketeers deutlich erhöhen und in seinem vierten und letzten Jahr in der NCAA legte er gut zehn Punkte und sechs Rebounds pro Spiel auf. Zwar durfte Frease in Trainingslagern der NBA-Klubs Minnesota Timberwolves und Cleveland Cavaliers vorspielen, doch in der Entry Draft der NBA wurde er 2012 nicht ausgewählt.
Daher begann Frease seine professionelle Karriere in Europa und unterschrieb im Sommer 2012 einen Einjahresvertrag beim deutschen Bundesligisten Walter Tigers aus Tübingen. In der Basketball-Bundesliga 2012/13 verpassten die Tübinger nur vergleichsweise knapp auf dem zehnten Platz den Einzug in die Play-offs um die Meisterschaft. Frease konnte dabei mittels seiner Kraft und seinen im Verhältnis zu seiner Größe und seinem Gewicht flinken Füßen überzeugen, mit denen er seine fehlende Sprungkraft ausglich. 
In der folgenden Saison 2013/14 spielte Frease beim Ligakonkurrenten Dragons aus der Samtgemeinde Artland, der auch international im ULEB Eurocup spielte. Auf dem siebten Platz erreichten die Dragons erneut den Einzug in die Play-offs, in denen sie in der ersten Runde etwas überraschend den Serienmeister Brose Baskets entthonten, bevor sie in der Halbfinalserie von Pokalsieger Alba Berlin besiegt wurden. Obwohl die Artländer nach der Saison entgegen ihrer Tradition nahezu allen ihren Legionären einen neuen Vertrag anboten, wechselte Frease in die Türkei, wo er beim Zweitligisten Yeşilgiresun Belediye aus Giresun spielte. Obwohl die ambitionierte Mannschaft am Saisonende den Aufstieg in die höchste Spielklasse erreichte, wollte schließlich auch Frease nach wenigen Wochen zurück ins Artland. So löste er nach der Verletzung von Dragons-Kapitän Anthony L. King Mitte Januar seinen Vertrag in der Türkei auf und wurde von den Dragons erneut unter Vertrag genommen. Obwohl zum Saisonende in nahezu gleicher Besetzung wie im Vorjahr antretend vermochten die Niedersachsen nicht an die Form der Vorjahres-Play-offs anzuschließen und verpassten in der Saison 2014/15 auf dem elften Platz den Einzug in die Finalrunde um die Meisterschaft. Anschließend entschlossen sich die bisherigen Eigentümer und die Geschäftsleitung des Erstligisten zum Rückzug vom professionellen Spielbetrieb. 
Frease blieb jedoch als Profi in der höchsten deutschen Spielklasse und wechselte zur folgenden Saison 2015/16 zum niedersächsischen Konkurrenten Basketball Löwen Braunschweig, wo er seinen Landsmann Kyle Visser ersetzte. Unter Trainer Raoul Korner wurde der Einzug in die Play-offs der besten acht Mannschaften auf dem zehnten Platz erneut nur knapp verpasst. Zur folgenden Saison 2016/17 wechselte Frease zum Aufsteiger Science City aus Jena, bei dem jedoch seine Einsatzzeiten unter 20 Minuten pro Spiel sanken. Die Thüringer gerieten bei ihrer Erstliga-Rückkehr niemals in Abstiegsgefahr und schafften erstmals den Klassenerhalt, waren aber letztlich nach nur elf Saisonsiegen auf dem 13. Tabellenplatz ohne Chance auf das Erreichen eines Play-off-Platzes. Anschließend setzte Frease zunächst aus und bekam erst im Frühjahr 2018 einen neuen Vertrag bei der Società Atletica aus Massagno im Tessin. Mit dieser Mannschaft schied er in der ersten Play-off-Runde der Schweizer Nationalliga A aus dem Rennen um die Meisterschaft aus. In sechs Saisoneinsätzen konnte sich Frease jedoch für einen Vertrag für die folgende Saison beim Ligakonkurrenten Monthey im Wallis empfehlen. Er bestritt in der Nationalliga-Saison 2018/19 31 Spiele für Monthey, in denen er es auf 9,5 Punkte und 6,2 Rebounds im Schnitt brachte. Er blieb bis zum Saisonende in Monthey.